# Neuilly-le-Dien

Neuilly-le-Dien este o comună în departamentul Somme, Franța. În 1 ianuarie 2022 avea o populație de 103 de locuitori.